# Santa Sabina (titolo cardinalizio)
Santa Sabina (in latino: Titulus Sanctae Sabinae) è un titolo cardinalizio istituito da papa Celestino I intorno al 423 o, probabilmente, fu solo confermato in quella data, visto che santa Sabina morì nel 119. Il Titulus Sabinae fu enumerato nel sinodo romano del 1º marzo 499, mentre dopo il 595 fu chiamato santa o beata Sabina. In base al catalogo di Pietro Mallio, compilato durante il pontificato di Alessandro III, il titolo era collegato alla basilica di San Paolo fuori le mura e i suoi sacerdoti vi celebravano messa a turno.
Dall'8 agosto 2022 il titolo è vacante.

## Titolari
- Pietro Illirico (425 - ?)
- Valente (494 - ?)
- Basilio (523 - ?)
- Felice (590 - prima del 612)
- Marino (612 - ?)
- Marino (menzionato nel 721)[1]
- Tordono (o Tordonus) (741 - prima del 745)
- Teofilo (745 - 757)
- Teofilo (757 - 761)
- Pietro Guglielmo (761 - ?)
- Eugenio Savelli (816 - maggio 824 eletto papa con il nome di Eugenio II)
- Gioviniano (853 - ?)
- Stefano (964 - ?)
- Martino (1033 - prima del 1058)
- Bruno (o Bennon, o Brunone) (1058 - prima del 1088)
- Alberico (1088 - circa 1092)
- Bruno (1092 - circa 1099)
- Alberto (1099 - 1100)
- Vitale (1105 - prima del 1112)
- Uberto (o Roberto) (1112 - circa 1117)
- Roberto (1120 - 1122)
- Gregorio (1126 - circa 1137 deceduto)
- Stanzio (o Stancius, o Sanctius) (1137 - 1143 deceduto)
- Manfredo (o Mainfray) (17 dicembre 1143 - circa 1158 deceduto)
- Galdino Valvassi della Sala (o Galdinus, o Galdimus) (15 dicembre 1165 - 18 aprile 1176 deceduto)
- Pietro (dicembre 1176 - 1178 deceduto)
- Guillaume aux Blanches Mains (marzo 1179 - 7 settembre 1202 deceduto)
- Tommaso da Capua (Thomas Capuanus, Tommaso d'Evoli) (13 giugno 1216 - 22 agosto 1243 deceduto)
- Hughes de Saint-Cher (o de San Caro), O.P. (28 maggio 1244 - 24 dicembre 1261 nominato cardinale vescovo di Ostia e Velletri)
- Bertrand de Saint-Martin, O.S.B. (1273 - 29 marzo 1277 deceduto)
- Hughes Seguin (o Aycelin) de Billom, O.P. (16 maggio 1288 - agosto 1294), in commendam (agosto 1294 - 30 dicembre 1298 deceduto)
- Niccolò Boccassini, O.P. (4 dicembre 1298 - 2 marzo 1300 nominato cardinale vescovo di Ostia e Velletri)
- William Marsfeld (o Macklefield, o Macclesfield), O.P. (1303 - 1304 deceduto)
- Walter Winterbourne (o Winterburn), O.P. (19 febbraio 1304 - 24 settembre 1305 deceduto)
- Thomas Jorz (o Joyce, o Anglus, o Anglicus), O.P. (15 dicembre 1305 - 13 dicembre 1310 deceduto)
- Nicolas Caignet de Fréauville, O.P. (1310 - 15 gennaio 1323 deceduto)
- Gérard Domar (o de Daumario, o de Guardia), O.P. (20 settembre 1342 - 27 settembre 1343 deceduto)
- Jean de la Molineyrie (o de Monlins, o du Moulin), O.P. (17 dicembre 1350 - 23 febbraio 1353 deceduto)
- Francesco Tebaldeschi (22 settembre 1368 - 20 agosto 1378 ? deceduto)
- Giovanni da Amelia (o Amadeo) (18 settembre 1378 - dicembre 1385 deceduto)
  - Tommaso di Casasco, O.P. (30 maggio 1382 - 17 giugno 1390 deceduto), pseudocardinale dell'antipapa Clemente VII
- Bálint Alsáni (9 febbraio 1385 - 1386 nominato cardinale presbitero dei Santi Quattro Coronati)
- Giuliano Cesarini (circa 1440 - 7 marzo 1444  nominato cardinale vescovo di Frascati[2])
- Giovanni de Primis, O.S.B.Cas. (16 dicembre 1446 - 21 gennaio 1449 deceduto)
- Guillaume-Hugues d'Estaing, O.S.B.Clun. (12 gennaio 1450 - 28 ottobre 1455 deceduto)
- Enea Silvio Piccolomini (18 dicembre 1456 - 19 agosto 1458 eletto papa con il nome di Pio II)
- Berardo Eroli (19 marzo 1460 - 23 maggio 1474 nominato cardinale vescovo di Sabina)
- Ausias Despuig, (o Ausias de Podio, o Despuig, o del Puch) (12 dicembre 1477 - 2 settembre 1483 deceduto)
- Giovanni d'Aragona, in commendam (10 settembre 1483 - 17 ottobre 1485 deceduto)
  - Titolo vacante (1485 - 1493)
- Jean Bilhères de Lagraulas, O.S.B.Clun. (23 settembre 1493 - 6 agosto 1499 deceduto)
- Diego Hurtado de Mendoza y Quiñones (5 ottobre 1500 - 14 ottobre 1502 deceduto)
- Francisco Lloris y de Borja, diaconia pro illa vice (12 giugno 1503 - 17 dicembre 1505 nominato cardinale diacono di Santa Maria Nuova)
- Fazio Giovanni Santori (17 dicembre 1505 - 22 marzo 1510 deceduto)
- René de Prie (17 marzo 1511 - 24 ottobre 1511 deposto)
- Bandinello Sauli (24 ottobre 1511 - 18 luglio 1516 nominato cardinale presbitero di Santa Maria in Trastevere)
- Giovanni Piccolomini (6 luglio 1517 - 11 giugno 1521 nominato cardinale presbitero di Santa Balbina)
  - Titolo vacante (1521 - 1533)
- Louis II de Bourbon-Vendôme (3 marzo 1533 - 24 febbraio 1550 nominato cardinale vescovo di Palestrina)
- Ottone di Waldburg (28 febbraio 1550 - 14 aprile 1561 nominato cardinale presbitero di Santa Maria in Trastevere)
- Michele Ghislieri, O.P. (14 aprile 1561 - 15 maggio 1565 nominato cardinale presbitero di Santa Maria sopra Minerva)
- Simone Pasqua (15 maggio 1565 - 4 settembre 1565 nominato cardinale presbitero di San Pancrazio)
- Stanislaw Hosius (4 settembre 1565 - 7 settembre 1565 nominato cardinale presbitero pro hac vice di San Teodoro)
- Benedetto Lomellini (7 settembre 1565 - 24 luglio 1579 deceduto)
- Vincenzo Giustiniani, O.P. (3 agosto 1579 - 28 ottobre 1582 deceduto)
- Filippo Spinola (20 febbraio 1584 - 20 agosto 1593 deceduto)
- Ottavio Bandini (21 giugno 1596 - 16 settembre 1615 nominato cardinale presbitero di San Lorenzo in Lucina)
- Giulio Savelli (11 gennaio 1616 - 10 novembre 1636 nominato cardinale presbitero di Santa Maria in Trastevere)
- Alessandro Bichi (7 dicembre 1637 - 25 maggio 1657 deceduto)
- Scipione Pannocchieschi d'Elci (6 maggio 1658 - 12 aprile 1670 deceduto)
- Luis Manuel Fernández de Portocarrero (19 maggio 1670 - 27 gennaio 1698 nominato cardinale vescovo di Palestrina)
- Francesco del Giudice (30 marzo 1700 - 12 febbraio 1717 nominato cardinale vescovo di Palestrina)
- Mihály Frigyes (Michele Federico) Althan (16 settembre 1720 - 20 giugno 1734 deceduto)
  - Titolo vacante (1734 - 1738)
- Raniero d'Elci (23 luglio 1738 - 10 aprile 1747); in commendam (10 aprile 1747 - 22 giugno 1761 deceduto)
  - Titolo vacante (1761 - 1775)
- Leonardo Antonelli (29 maggio 1775 - 21 febbraio 1794 nominato cardinale vescovo di Palestrina)
- Giulio Maria della Somaglia (22 settembre 1795 - 20 luglio 1801 nominato cardinale presbitero di Santa Maria sopra Minerva)
  - Titolo vacante (1801 - 1818)
- Kasimir Johann Baptist von Häffelin (25 maggio 1818 - 19 aprile 1822 nominato cardinale presbitero di Sant'Anastasia)
- Luigi Pandolfi (16 maggio 1823 - 2 febbraio 1824 deceduto)
  - Titolo vacante (1824 - 1829)
- Gustave-Maximilien-Juste de Croÿ-Solre (21 maggio 1829 - 1º gennaio 1844 deceduto)
- Sisto Riario Sforza (16 aprile 1846 - 29 settembre 1877 deceduto)
- Vincenzo Moretti (31 dicembre 1877 - 6 ottobre 1881 deceduto)
- Edward MacCabe (30 marzo 1882 - 11 febbraio 1885 deceduto)
- Serafino Vannutelli (26 maggio 1887 - 11 febbraio 1889 nominato cardinale presbitero di San Girolamo dei Croati)
- Agostino Bausa, O.P. (14 febbraio 1889 - 15 aprile 1899 deceduto)
- François-Désiré Mathieu (22 giugno 1899 - 26 ottobre 1908 deceduto)
- Léon-Adolphe Amette (30 novembre 1911 - 29 agosto 1920 deceduto)
- Francisco de Asís Vidal y Barraquer (16 giugno 1921 - 13 settembre 1943 deceduto)
  - Titolo vacante (1943 - 1946)
- Ernesto Ruffini (22 febbraio 1946 - 11 giugno 1967 deceduto)
- Gabriel-Marie Garrone (29 giugno 1967 - 15 gennaio 1994 deceduto)
- Jozef Tomko (29 gennaio 1996 - 8 agosto 2022 deceduto)